# جوي هانسن
جوي هانسن (بالهولندية: Joey Hanssen)‏ هو سائق سباق هولندي، ولد في 1 يوليو 1991 في فينراي في هولندا.

## وصلات خارجية
- جوي هانسن على موقع Racing-Reference.info (الإنجليزية)
- جوي هانسن على موقع DriverDB.com (الإنجليزية)